# Nomada posthuma
Nomada posthuma ist eine Biene aus der Familie der Apidae. 

## Merkmale
Die Bienen haben eine Körperlänge von 6 bis 7 Millimetern (Weibchen) bzw. 4 bis 7 Millimetern (Männchen). Der Kopf und Thorax der Weibchen ist schwarz und ist rot gezeichnet. Die Tergite sind entweder rot oder dunkel und undeutlich hell gefleckt. Das stark behaarte Labrum ist rot und hat drei Zähnchen. Die Unterseite des Kopfes ist neben der Kehlrinne sehr grob, ähnlich einem Fingerhut gerunzelt. Das dritte Fühlerglied ist unten gleich lang wie das vierte. Das Schildchen (Scutellum) hat zwei rote Flecken. Die Schienen (Tibien) der Hinterbeine sind am Ende zu einer stumpfen Spitze ausgezogen, haben ein langes Borstenhaar und ein bis drei feine, kurze, kleine Dornen. Bei den Männchen ist der Kopf schwarz und ist gelb gezeichnet. Der Thorax ist ebenso schwarz, ist jedoch gelbrot und rot gezeichnet. Die Tergite sind braunschwarz und sind gelb gefleckt. Das Labrum ist gelb und trägt dunkle Flecken. Das dritte Fühlerglied ist gleich lang oder etwas länger als das vierte. Sämtliche Fühlerglieder sind länger als breit. Das vierte bis sechste Glied hat rückseitig runde Knötchen. Das Schildchen hat zwei roten Flecken, die häufig miteinander verschmelzen. Die Schenkel (Femora) der hinteren Beine haben unten basal einen Haarfleck mit dichten Haaren. Die Schienen der Hinterbeine sind am Ende stumpf, haben ein Borstenhaar und zwei oder drei kleine Dornen.

## Vorkommen und Lebensweise
Die Art ist in Mitteleuropa, östlich bis nach Russland verbreitet. Die Tiere fliegen von Mitte Mai bis Ende Juli. Sie parasitieren vermutlich kleine Arten der Gattung Lasioglossum.

## Belege
Felix Amiet, M. Herrmann, A. Müller, R. Neumeyer: Fauna Helvetica 20: Apidae 5. Centre Suisse de Cartographie de la Faune, 2007, ISBN 978-2-88414-032-4.